# Мистико (судно)
Мистико или мистика (исп. mistic, mistico от араб. mestab‎) — средиземноморское двух- или трёхмачтовое парусное транспортное судно XVIII—XIX веков для каботажного и прибрежного мореходства.

## Конструкция
Традиционно суда этого типа имели полуют с фальшбортом, в котором делались порты для нескольких лёгких артиллерийских орудий (6 — 8) и руля. Парусное вооружение состояло из рейковых, латинских и комбинированных парусов. Как правило, на постоянной основе суда типа мистико несли на себе два фок-стакселя. Выделяют несколько разновидностей мистико: тунисские, каталонские и восточно-средиземноморские. Между собой мистико отличались прежде всего конфигурацией такелажа: наклонными или прямыми мачтами, числом передних парусов и размерами парусов на мачтах. Активно использовалось для пиратства.